# AizuOnlineJudge
AizuOnlineJudgeはオンラインジャッジシステムのひとつ。愛称は「AOJ」。会津大学が運営を行っている。ICPCやパソコン甲子園などで過去に出題された問題が掲載されている。2023年10月現在、C, C++, Java, C++11, C++14 , C++17 , C#, D, Go , Ruby , Rust , Python, Python3, PyPy3 , PHP, JavaScript, Scala, Haskell, OCaml , Kotlin の20言語に対応している。